# Banteay Samré
Banteay Samrè (in lingua khmer:ប្រាសាទបន្ទាយសំរែ) è un tempio di Angkor, in Cambogia, situato subito ad est del Baray orientale. Sebbene non sia stata rinvenuta la stele di fondazione, pare sia stato costruito su iniziativa di un alto funzionario di corte agli inizi del XII secolo, durante il regno di Suryavarman II. È un tempio induista nello stile architettonico di Angkor Wat.
Il suo nome, che significa "cittadella dei Samré", deriva da quello di un antico popolo dell'Indocina. Per il tempio vennero utilizzati gli stessi materiali del Banteay Srei.